# Rana boylii
Rana boylii is een kikker uit de familie echte kikkers (Ranidae). Er is nog geen Nederlandse naam voor deze soort. De soort werd voor het eerst wetenschappelijk beschreven door Spencer Fullerton Baird in 1854. Later werd de wetenschappelijke naam Rana pachyderma gebruikt.

## Uiterlijke kenmerken
De kikker blijft onder de acht centimeter en is daarmee een kleinere soort. Het lichaam is gedrongen en de huid is zeer wrattig, vooral op de flanken. Zelfs de trommelvliezen of tympana zijn ruw en dat is vrij uitzonderlijk. De kleur is meestal groengrijs tot bruin en varieert enigszins, een tekening ontbreekt al zijn de poten vaak licht gebandeerd. De onderzijde van de poten is geel, deze kleur loopt soms door tot het achterlijf. In de paartijd ontwikkelen mannetjes verharde delen aan de duimen om de vrouwtjes beter vast te kunnen houden tijdens de paring, dit is het belangrijkste geslachtsonderscheid.

## Algemeen
Rana boylii leeft in het zuiden van de Verenigde Staten en in Mexico. De kikker is sterk aan water gebonden en wordt meestal langs de waterkant aangetroffen. Bij gevaar springt de kikker in het water en blijft een tijdje ondergedoken zitten onder stenen of andere objecten. Modderige, ondiepe wateren met een rotsige oever hebben de voorkeur. Een grote bedreiging is de Amerikaanse stierkikker (Lithobates catesbeianus). Deze kikker is uitgezet in de streken waar Rana boylii voorkomt, de brulkikker is een belangrijke predator van zowel de larven als de volwassen kikkers.